# Pałac w Uhercach Niezabitowskich
Pałac w Uhercach Niezabitowskich – piętrowy pałac wybudowany w drugiej połowie XIX w. przez Włodzimierza Niezabitowskiego, posła na Sejm galicyjski. Obiekt otaczał park o powierzchni 5 ha. Zniszczony w latach 1914–1918.